# Потомството на дявола
„Потомството на дявола“ (на английски: Demon Seed) е американски филм от 1977 г.
В него участва Джули Кристи.